# Swan-Islands-Erdbeben 2018
Das Swan-Islands-Erdbeben 2018 war ein schweres Erdbeben am 10. Januar 2018 um 02:51:31 Uhr UTC (03:51:31 Uhr MEZ) etwa 44 km östlich von Cisne Grande (Great Swan Island) im Karibischen Meer vor der Küste von Honduras.

## Tektonischer Überblick
Das Swan-Islands-Erdbeben vom 10. Januar 2018 mit der Magnitude Mw 7,6 ereignete sich als Ergebnis einer Horizontalverschiebung in der flachen Erdkruste unweit der Plattengrenze zwischen der Nordamerikanischen und Karibischen Platte. Die frühen Herdlösungen deuten auf einen Riss an einer stark abtauchenden Stelle in entweder westnordwestlicher (rechtsseitig) oder westsüdwestlicher (linksseitig) Richtung. An der Stelle des Erdbebens bewegt sich die Nordamerikanische Platte in Bezug auf die Karibische Platte mit einer Geschwindigkeit von 19 mm pro Jahr nach Westsüdwesten. Unweit des Bebens vom 10. Januar 2018 wird diese Bewegung entlang der Swan-Islands-Transformationsverwerfung ausgeübt, ein linksseitige Verschiebung. Lage, Tiefe und Herdmechanismus des Bebens sind konsistent mit Erdbeben an dieser Plattengrenz oder nahegelegenen und stark zusammenhängenden Verwerfungen.
In den einhundert Jahren vor dem Erdbeben vom 10. Januar 2018 haben sich im Umkreis von 400 km um das Epizentrum neun andere Erdbeben mit Magnituden von 6 oder höher ereignet. Zu den früheren starken Erdbeben an der Plattengrenze zwischen der Nordamerikanischen und der Karibischen Platte gehören das zerstörende Erdbeben in Guatemala 1976 vom 4. Februar 1976 mit mehr als 23.000 Toten, das sich an der Motagua-Verwerfung ereignete. Dieses Segment der Plattengrenze liegt im Süden Guatemalas, etwa 650 km westsüdwestlich des Hypozentrums des Bebens vom 10. Januar 2018. Im Mai 2009 ereignete sich ein Erdbeben mit der Magnitude 7,3 entlang der Swan-Island-Transformationsverwerfung, etwa 300 km westlich; dieses Erdbeben, das sich viel näher am Festland ereignete, forderte 7 Menschenleben, 40 weitere wurden verletzt und 130 Gebäude beschädigt oder zerstört.

## Belege
1. 1 2 3  M 7.6 - 44km E of Great Swan Island, Honduras. United States Geological Survey, 10. Januar 2018, abgerufen am 10. Januar 2018 (englisch).